# Romanogobio amplexilabris
Romanogobio amplexilabris är en fiskart som först beskrevs av Banarescu och Nalbant, 1973.  Romanogobio amplexilabris ingår i släktet Romanogobio och familjen karpfiskar. Inga underarter finns listade i Catalogue of Life.